# ارتقاء عملکرد
ارتقا یا بهبود عملکرد (به انگلیسی :Performance improvement) عبارت است از اندازه‌گیری خروجی یک فرایند یا رَویه خاص، سپس اصلاح آن فرایند یا رویه برای افزایش خروجی، افزایش کارایی یا افزایش اثربخشی فرایند یا رویه.
ارتقا عملکرد می‌تواند برای عملکرد فردی، مانند یک ورزشکار، یا عملکرد سازمانی، مانند یک تیم مسابقه ای یا یک بنگاه تجاری اعمال شود.

## توسعه سازمانی
در توسعه سازمانی، ارتقا عملکرد عبارت است از تغییر و تحول سازمانی که در آن مدیران و بدنه حاکمیتی سازمان، برنامه‌ای را اجرا و مدیریت می‌کنند که سطح فعلی عملکرد سازمان را اندازه‌گیری کرده و سپس ایده‌هایی برای اصلاح رفتار و زیرساخت‌های سازمانی برای دستیابی به خروجی بالاتر در سطح سازمانی ایجاد می‌کند. 
بهبود عملکرد معمولاً شامل اشکال ملایمی از اندازه‌گیری مانند نظرسنجی‌های رضایت مشتری است که برای به دست آوردن اطلاعات کیفی در مورد عملکرد از دیدگاه خریداران استفاده می‌شود.
اهداف اولیه بهبود سازمانی افزایش اثربخشی و کارایی سازمانی برای بهبود توانایی سازمان در ارائه کالاها یا خدمات است.
حوزه سومی که گاهی اوقات برای بهبود هدف قرار می‌گیرد، کارآمدی سازمانی است که شامل فرایند تعیین اهداف و مقاصد سازمانی می‌شود. ارتقا عملکرد می‌تواند در سطوح مختلف رخ دهد: فردی، یک تیم، یک واحد سازمانی یا کل سازمان.

### در سازمان‌های تجاری
در بازرگانی، عملکرد کارکنان در فروش، عملیات و مشارکت آنها می‌تواند از طریق تجربیات پاداش‌دهنده روان‌شناختی ارتقا یابد "که می‌تواند مجموعه‌ای از احساسات و رفتار درونی انسانی را که توسط مازلو شناسایی شده‌است، تحریک کند.
گنجاندن پاداش در راه‌حل ارتقا عملکرد، یک راهبرد اثبات شده برای درگیر کردن کارکنان با اهداف شرکت و هماهنگی آنها است. پاداش‌های محرک می‌تواند نقدی یا غیر نقدی باشد. تصور می‌شود پاداش غیرنقدی انگیزه موفقیت بیشتر و بازدهی بیشتری دارد.
یک بسته کامل پاداش ممکن است عملکرد را در سراسر سازمان تقویت کند و اهداف شخصی کارکنان را با اهداف سازمانی هماهنگ کند. برنامه‌های پاداش که از ارتقا فروش و عملیات پشتیبانی می‌کنند، می‌توانند به‌طور مؤثر از طریق افزایش درآمد یا سود حاصل از برنامه، پرداخت شوند.

## توسعه فردی
بهبود عملکرد در سطح فرد یا کارمند را می‌توان از طریق شناخت رسمی یا غیررسمی مورد بررسی قرار داد. نمونه‌هایی از شناسایی رسمی می‌تواند شامل جایزه «کارمند ماه» یا جایزه نقدی باشد. در حالی که، یک نمونه از شناسایی غیررسمی شامل تصدیق، تأیید و قدردانی واقعی برای کار به خوبی انجام شده‌است. بهبود عملکرد در سطح عملیاتی یا فردی کارکنان معمولاً شامل فرآیندهایی مانند کنترل کیفیت آماری است.

### برنامه‌های بهبود عملکرد
اگر عملکرد یک کارمند رضایت بخش نباشد، کارفرما ممکن است یک برنامه بهبود عملکرد (PIP) برای کمک به بهبود عملکرد کارمند تنظیم کند. این به این دلیل است که کارمند در رسیدن به اهداف و وظایف خود به دلیل مشکلات دیگری مانند رفتار ضعیف یا مهارت‌های بین فردی ناکام بوده‌است.
PIP معمولاً یک برنامه مکتوب است و باید انتظارات از کارمند را روشن کند، نحوه عدم موفقیت کارمند در برآورده کردن آنها را بیان کند، توضیح دهد که آیا و چگونه مدیران از کارمند در بهبود عملکردش حمایت خواهند کرد یا اگر کارمند نتواند بهبود یابد، عواقب آنچه خواهد بود. بهبودهای مورد انتظار باید مشخص و قابل اندازه‌گیری باشد، و پیامدهای عدم تحقق آنها ممکن است شامل انتقال، تنزل رتبه، یا قطع همکاری باشد.
به‌طور معمول، مدیر و کارشناس منابع انسانی با کارمند ملاقات می‌کنند تا در مورد PIP بحث کنند. طبق گفته دونالد ال. کرک پاتریک، یک PIP باید توسط مدیر و کارمند با هم ایجاد شود، زیرا برای این کار به مشارکت هر دو نیاز دارد.
انجمن مدیریت منابع انسانی آمریکا توصیه می‌کند که «از PIP باید زمانی استفاده شود که تعهدی برای کمک به بهبود کارمند وجود دارد»، نه فقط به عنوان راهی برای آماده‌سازی برای خاتمه دادن به همکاری با کارمند.